# Festa de São Benedito (Cuiabá)

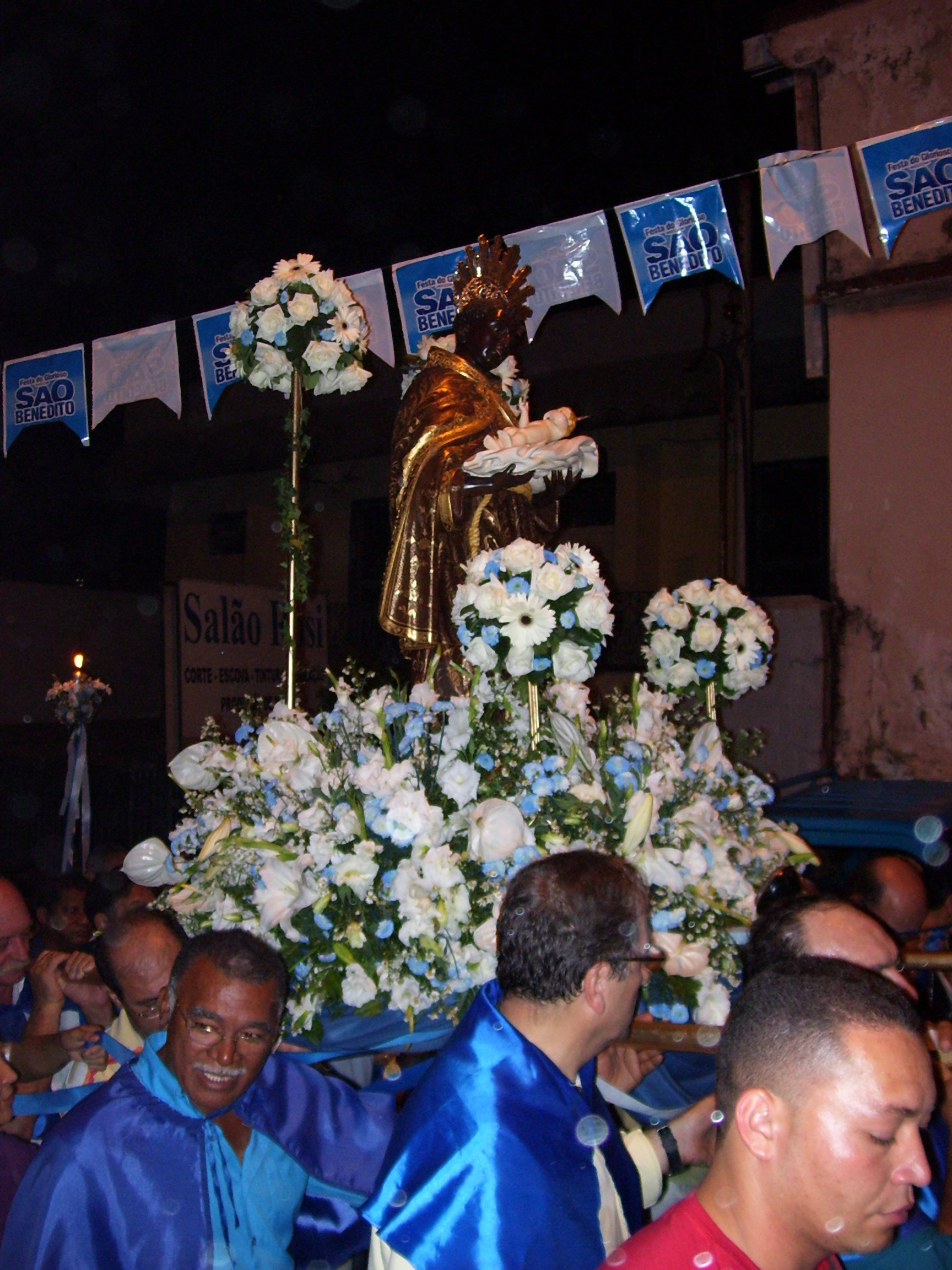
Festa de São Benedito em 2007.

Festa de São Benedito é uma festividade religiosa que ocorre na cidade de Cuiabá, tradicionalmente, na Igreja de Nossa Senhora do Rosário e São Benedito. A celebração começa no fim do mês de Junho, chegando a durar quase um mês em comemorações.

## História
A história da Festa de São Benedito é uma das mais antigas tradições cuiabanas, marcando a história da cidade e suas relações com a religiosidade e ancestralidade. As histórias sobre a origem da tradição variam. A festa poderia começado por conta da devoção de pessoas escravizadas a Benedito de Palermo, monge do século XVI, e muito popular pelos milagres feitos em vida, fazendo da festa uma forma de celebrar os pobres e excluídos. Outras fontes afirmam que a celebração teria suas origens na descoberta de ouro nas proximidades onde foi construída a Igreja de Nossa Senhora do Rosário e a capela de São Benedito, na Vila Real do Senhor Bom Jesus de Cuiabá. Ao longo dos anos, a festa teria ganhado popularidade e se tornado uma expressão da cultura regional, tendo apoio das elites para sua realização, com arrecadação de dinheiro para ações sociais junto à Paróquia Nossa Senhora do Rosário.

## Origem em Cuiabá
O primeiro registro da Festa de São Benedito em Cuiabá data de 1787 (século XVIII). A confraternização promovida pela irmandade da Capela do Rosário obteve o título de Festa do Glorioso São Benedito.
A população negra de Cuiabá sempre esteve fortemente ligada à Festa de São Benedito. A festividade saía em procissão com a participação de um 'rei' negro, utilizando uma coroa de prata, seguido por músicos, dançarinos (executando passos e gestos típicos da África) e numerosos irmãos com chapéu de sol.
Na cidade de Cuiabá, o 'rei' não era apenas uma figura simbólica que atuava durante o período da Festa de São Benedito; ele era o presidente da confraria, escolhido através de um processo eleitoral, possuía obrigações e era suscetível a punições previstas em regimento.
Dados do século XIX, entre 1825 e 1848, referentes à Festa de São Benedito apontam diversas épocas do ano em que a festividade ocorria.
| Ano  | Dia da festa   | Programa                                                        |
| ---- | -------------- | --------------------------------------------------------------- |
| 1825 | 10 de julho    | Senhor Exposto, Missa cantada e Sermão                          |
| 1826 | 25 de julho    | Senhor exposto, Missa cantada e Procissão                       |
| 1827 | 30 de setembro | Tríduo, Senhor Exposto, Missa cantada, Terço e Procissão        |
| 1828 | 28 de setembro | Novena, Senhor Exposto, Missa cantada, Terço e Procissão        |
| 1829 | 25 de julho    | Tríduo, Senhor Exposto, Missa cantada, Sermão e Procissão       |
| 1830 | 04 de julho    | Tríduo, Senhor Exposto, Missa solene, Sermão e Procissão        |
| 1831 | 26 de julho    | Tríduo, Senhor Exposto, Missa cantada, Sermão, Terço, Procissão |
| 1832 | 04 de setembro | Tríduo, Senhor Exposto, Missa cantada, Sermão e Procissão       |
| 1833 | 10 de agosto   | Tríduo, Senhor Exposto, Missa cantada, Sermão e Procissão       |
| 1834 |                | Festa cancelada                                                 |
| 1835 | 28 de junho    | Novena, Senhor Exposto, Missa cantada, Sermão e Procissão       |
| 1836 | 10 de agosto   | Novena, Senhor Exposto, Missa cantada, Sermão e Procissão       |
| 1837 | 02 de julho    | Senhor Exposto, Missa solene, Sermão e Procissão                |
| 1838 | 01 de julho    | Missa cantada e Procissão                                       |
| 1839 |                | Não consta termo de mesa para ajuste de festa                   |
| 1840 | 09 de agosto   | Missa cantada, Sermão e Procissão                               |
| 1841 | 04 de julho    | Missa cantada e Sermão                                          |
| 1842 | 17 de maio     | Senhor Exposto, Missa cantada e Sermão                          |
| 1843 | 16 de julho    | Missa cantada, Sermão e Terço                                   |
| 1844 | 28 de maio     | Missa cantada e Procissão                                       |
| 1845 | 13 de maio     | Missa cantada, Sermão e Terço                                   |
| 1846 | 10 de junho    | Senhor Exposto, Missa cantada, Sermão e Procissão               |
| 1847 | 27 de junho    | Tríduo, Missa cantada e Sermão                                  |
| 1848 | 13 de junho    | Tríduo, Senhor Exposto, Missa cantada, Sermão e Procissão       |

Uma explicação plausível para a Festa de São Benedito ser comemorada em diferentes épocas do ano - e por vezes não ocorrer festividade - está no fato de a irmandade ter que cobrir despesas com o sepultamento de seus confrades, missas em sufrágio das almas dos mortos, ajuda aos irmãos com dificuldades financeiras e manutenção do templo.
Ao final da Festa de São Benedito, era comum realizar uma procissão em busca da proteção divina. Como figura central da procissão, a imagem adornada de São Benedito era apresentada ao público pela irmandade.
Apenas em 1897, a partir da aprovação do Bispo Dom Carlos Luiz d'Amour, foi estabelecida uma época para que ocorresse a Festa de São Benedito - na primeira semana do mês de julho -, mesmo período em que ocorriam outras festas em Cuiabá, como a Festa do Senhor Divino e a Festa de São João. Vale ressaltar que essa época do ano é caracterizada por baixa precipitação, permitindo que a festa pudesse ocorrer sem o risco de chuvas.

## Atualidade
A Festa de São Benedito se tornou um dos eventos mais importantes da cidade de Cuiabá, sendo uma das mais longas festas religiosas do Mato Grosso, durando aproximadamente um mês entre as visitações e o encerramento na Igreja. A celebração conta com recursos do estado do Mato Grosso, da Paróquia Nossa Senhora do Rosário e da Mitra Arquidiocesana de Cuiabá e começa anualmente ao final do mês de Junho.